# Двуколосница незамеченная
Двуколосница незамеченная, или Димерия незамечаемая (лат. Dimeria neglecta)  — вид травянистых растений рода Двуколосница (Dimeria) семейства Злаки (Poaceae). Единственный представитель рода во флоре России.

## Ботаническое описание
Однолетнее травянистое растение высотой 7—35 см. Стебли тонкие, простые, в узлах коротковолосистые. Влагалища оттопыренно-волосистые.
Листовые пластинки 2—10 см длиной и 1,5—5 мм шириной, линейные, плоские, голые. Лигулы короткореснитчатые, у верхнего листа 0,8—1,3 мм длиной.
Соцветие верхушечное, состоит из двух — трёх колосовидных веточек длиной 2—8 см. Колоски буровато-лилового цвета, узколанцетные, сплюснутые с боков, содержат один цветок. Колосковые чешуи кожисто-перепончатые, килеватые, без жилок. Нижние цветковые чешуи тонкоплёнчатые, килеватые. Тычинок две. Пыльники длиной 0,3—0,7 мм. Цветёт в августе, плодоносит в сентябре.
Плоды распространяются животными и ветром.

## Экология и распространение
Растёт на моховых болотах, болотистых лугах, на сплавинах по берегам водоёмов, морского побережья.
Ареал: эндемик Приморского края. Известно всего 7 местонахождений на юге региона.

## Охранный статус
Занесена в Красную книгу России и региональную Красную книгу Приморского края. Лимитирующими факторами являются: узкая экологическая амплитуда, антропогенное воздействие и неумеренный выпас скота в местах произрастания вида.